# Ярковское сельское поселение (Крым)
Ярковское се́льское поселе́ние (укр. Ярківське сільське́ посе́лення, крымскотат. Biy Suv Küyçe köy yurtu, Бий Сув Куйче кой юрту) — муниципальное образование в Джанкойском районе Республики Крым Российской Федерации.
Административный центр — село Яркое.

## География
Расположено на юго-западе Джанкойского района, в степной зоне полуострова.

## История
В 1975 году был образован Ярковский сельский совет путём выделения из Роскошненского сельсовета.
Статус и границы сельского поселения установлены Законом Республики Крым от 5 июня 2014 года № 15-ЗРК «Об установлении границ муниципальных образований и статусе муниципальных образований в Республике Крым».

## Население
| 2001  | 2014  | 2015  | 2016  | 2017  | 2018  | 2019  |
| ----- | ----- | ----- | ----- | ----- | ----- | ----- |
| 2249  | ↘2047 | ↗2051 | ↘2037 | ↘2000 | ↘1957 | ↘1934 |
| 2020  | 2021  |       |       |       |       |       |
| ↘1905 | ↗2023 |       |       |       |       |       |

## Состав сельского поселения
| № | Населённый пункт | Тип населённого пункта       | Население |
| - | ---------------- | ---------------------------- | --------- |
| 1 | Ястребцы         | село                         | ↘240      |
| 2 | Яркое            | село, административный центр | ↘1807     |